# Capeta
Capeta (カペタ, Kapeta) est un manga japonais de sport de Masahito Soda, sorti en 2003. Il est adapté en anime de 52 épisodes de Shin Misawa diffusé entre le 4 octobre 2005 et le 26 septembre 2006. La version française est publiée par Noeve Grafx depuis le 26 mai 2023.

## Synopsis
Taira Capeta est un petit garçon très responsable qui ne fait pas de caprices et qui trouve que tout est ennuyeux, à l'exception des voitures. Vivant seul avec son père qui est souvent absent pour le travail, il rêve de pouvoir conduire une Formule 1 Ferrari.
En travaillant sur un circuit de karting, le père de Capeta décide de construire un kart pour en faire la surprise à son fils
mais il n'a pas de moteur. Il décide alors d'installer, dans le kart, le moteur d'un générateur donné par son patron. Il emmène son fils conduire sur un circuit de karting où il découvre avec stupéfaction son talent inné pour la course.

## Personnages
- Taira Capeta
- Taira Shigei
- Monami
- Nobu
- Minamoto Naomi

## Manga
Noeve Grafx édite Capeta depuis mai 2023. L'éditeur annonce en mars 2022 qu'il sortira le manga dans sa collection à petit budget XS, mais explique un an plus tard que, à la suite de l'augmentation des coûts de production, c'est finalement dans sa collection régulière qu'il arrivera.

## Anime

### Fiche technique
- Titre original : Capeta
- Réalisation : Shin Misawa
- Scénario : adapté du manga Capeta de Masahito Soda
- Pays d’origine :  Japon
- Langue : japonais
- Dates de sortie :
  -  Japon : 4 octobre 2005 - 26 septembre 2006

### Distribution
- Naoto Adachi (épisodes 1 à 14) puis Toshiyuki Toyonaga (épisodes 15 à 52) : Capeta
- Shin'ya Kote : Shigeo
- Yume Miyamoto : Monami
- Yuuta Takihara : Nobu
- Yuu Daiki : Nanako
- Ryo Naitou : Naomi
- Mika Ishibash : Sarukki
- Mutsumi Fukuma : Momotaro Tagawajo

### Épisodes
| No | Titre français           | Titre japonais           | Titre japonais | Date de 1re diffusion |
| No | Titre français           | Kanji                    | Rōmaji         | Date de 1re diffusion |
| -- | ------------------------ | ------------------------ | -------------- | --------------------- |
| 01 | Enlève le limiteur       | リミッターをはずせ       |                | 4 octobre 2005        |
| 02 | Mon kart!                | オレのカート！           |                | 11 octobre 2005       |
| 03 | Premier tour de circuit! | 初めてのサーキット！     |                | 18 octobre 2005       |
| 04 | A plein gaz!             | フルスロットル！         |                | 25 octobre 2005       |
| 05 | Le rival!                | ライバル！               |                | 1er novembre 2005     |
| 06 | Le team Capeta!          | チーム・カペタ！         |                | 8 novembre 2005       |
| 07 | On y va!                 | エントリー！             |                | 15 novembre 2005      |
| 08 | Crash!                   | クラッシュ！             |                | 22 novembre 2005      |
| 09 | Record de la course      | コースレコード！         |                | 29 novembre 2005      |
| 10 | Passe à l’attaque!       | タイムトライアル！       |                | 6 décembre 2005       |
| 11 | Départ!                  | スタート！               |                | 13 décembre 2005      |
| 12 | Bataille!                | バトル！                 |                | 20 décembre 2005      |
| 13 | L’ordre des équipes !    | チームオーダー！         |                | 27 décembre 2005      |
| 14 | Vainqueur!               | ウィナー！               |                | 2 janvier 2006        |
| 15 | Plus fort!               | ステップ・アップ！       |                | 10 janvier 2006       |
| 16 | Pénalité !               | ペナルティー！           |                | 17 janvier 2006       |
| 17 | Dépassement!             | オーバーテイク！         |                | 24 janvier 2006       |
| 18 | Sponsor !                | スポンサー！             |                | 31 janvier 2006       |
| 19 | Festival !               | フェスティバル！         |                | 7 février 2006        |
| 20 | Un partenaire !          | パートナー！             |                | 14 février 2006       |
| 21 | L’histoire de la course  | レーシング・ヒストリー！ |                | 21 février 2006       |
| 22 | Sous pression!           | プレッシャー！           |                | 28 février 2006       |
| 23 | Dernière chance!         | ラストチャンス！         |                | 7 mars 2006           |
| 24 | La condition!            | コンディション！         |                | 14 mars 2006          |
| 25 | Renversement!            | リバース！               |                | 21 mars 2006          |
| 26 | Traction!                | トラクション！           |                | 28 mars 2006          |
| 27 | Le drapeau bleu!         | ブルー・フラッグ！       |                | 4 avril 2006          |
| 28 | Un défi!                 | チャレンジ！             |                | 11 avril 2006         |
| 29 | Des pneus lisses!        | スリック・タイヤ！       |                | 18 avril 2006         |
| 30 | Pluie battante!          | ハード・レイン！         |                | 25 avril 2006         |
| 31 | A couteaux tirés         | サイド・バイ・サイド！   |                | 2 mai 2006            |
| 32 | Dernier tour!            | ファイナル・ラップ！     |                | 9 mai 2006            |
| 33 | Présentation!            | プレゼンテーション！     |                | 16 mai 2006           |
| 34 | En éclaireur!            | スカウト！               |                | 23 mai 2006           |
| 35 | Quelle performance!      | パフォーマンス！         |                | 30 mai 2006           |
| 36 | Un peu de repos!         | アイドリング！           |                | 6 juin 2006           |
| 37 | La nouvelle voiture!     | ニューマシン！           |                | 13 juin 2006          |
| 38 | Style formule 1!         | フォーミュラ・ステラ！   |                | 20 juin 2006          |
| 39 | La dernière marche!      | ファースト・ステップ！   |                | 27 juin 2006          |
| 40 | Monte les échelons !     | シフトアップ！           |                | 4 juillet 2006        |
| 41 | Virage masqué!           | ブラインド・コーナー！   |                | 11 juillet 2006       |
| 42 | Dans le tournant!        | ターニング・ポイント！   |                | 18 juillet 2006       |
| 43 | La chaleur monte!        | ヒートアップ！           |                | 25 juillet 2006       |
| 44 | Arrêt aux stands!        | ピット・イン！           |                | 1er août 2006         |
| 45 | La route de la victoire! | ビクトリー・ロード！     |                | 8 août 2006           |
| 46 | Audition!                | オーディション！         |                | 15 août 2006          |
| 47 | La victoire parfaite!    | パーフェクト・ウィン！   |                | 22 août 2006          |
| 48 | Prochaine étape!         | ネクスト・ステージ！     |                | 29 août 2006          |
| 49 | Contre!                  | バーサス！               |                | 5 septembre 2006      |
| 50 | Deuxième pilote!         | セカンド・ドライバー！   |                | 12 septembre 2006     |
| 51 | Dans la zone rouge!      | レッド・ゾーン！         |                | 19 septembre 2006     |
| 52 | Le drapeau à damier!     | チェッカー・フラッグ！   |                | 26 septembre 2006     |

### Musiques
Génériques d'ouverture
1. Never Ever de Tsubasa Imai (épisodes 1 à 35)
2. Doukasen de BAZRA (épisodes 36 à 52)

Génériques de fin
1. Bokura de BAZRA (épisodes 1 à 14)
2. Nana Navigation de Nanase Hoshii (épisodes 15 à 32)
3. Here we go de Missile Innovation (épisodes 33 à 43)
4. My Star de Mika Kikuchi (épisodes 44 à 52)

## Récompense
- 2005 : Prix du manga Kōdansha, catégorie Shōnen[3]